# História de Arda

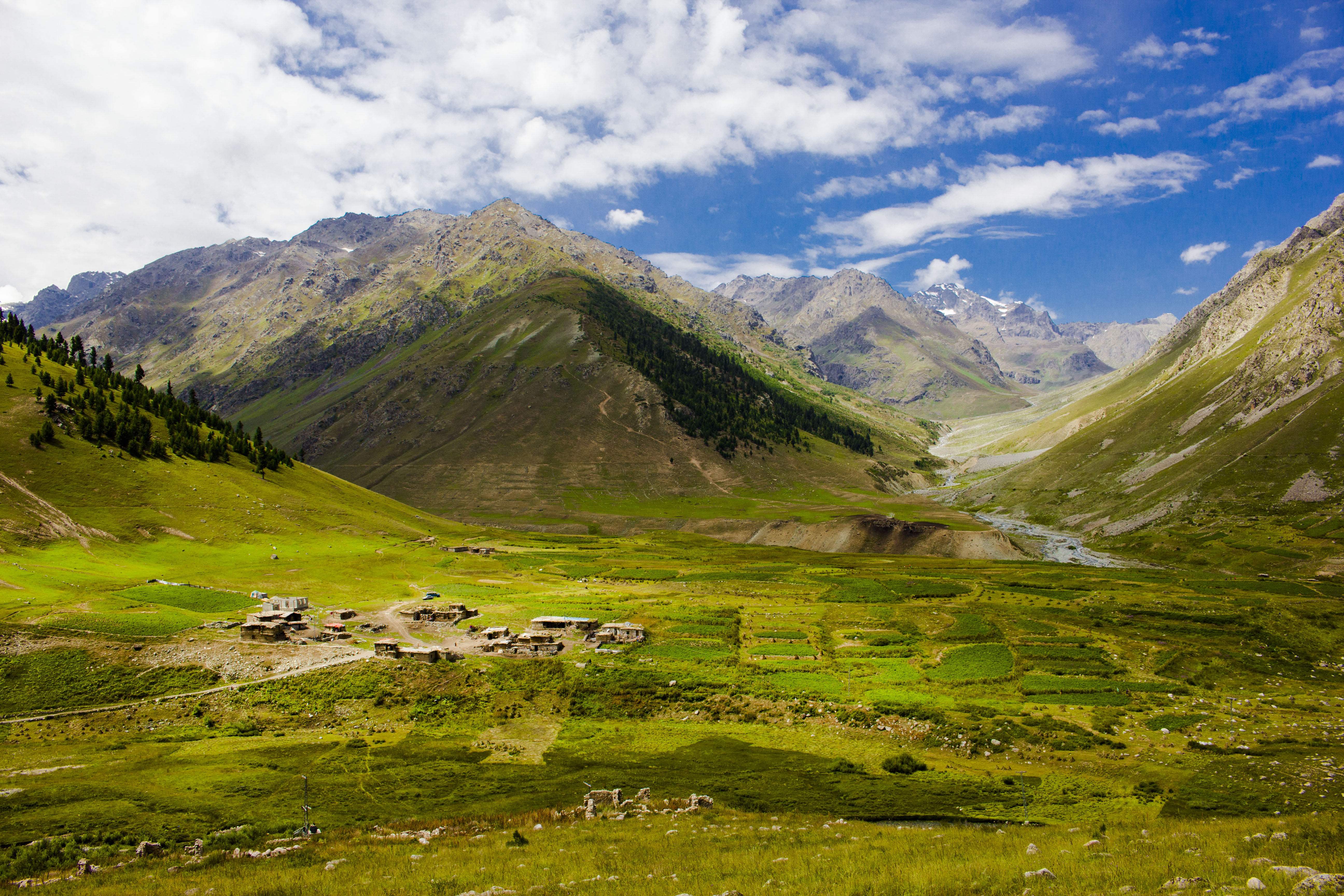
Tolkien queria que Arda fosse o que Paul H. Kocher chama de “nossa própria Terra verde e sólida”, vista aqui nas montanhas do Baltistão, “em uma época bastante remota do passado”.

Na obra de J. R. R. Tolkien, a história de Arda, também conhecida como história da Terra-média, teve início quando os Ainur entraram em Arda, após os eventos de criação narrados na Ainulindalë e longos períodos de trabalho em Eä, o universo fictício. A partir desse momento, o tempo passou a ser medido em Anos Valianos, embora a história subsequente de Arda tenha sido dividida em três períodos distintos: os Anos das Lâmpadas, os Anos das Árvores e os Anos do Sol. Uma cronologia paralela e sobreposta organiza a história em "Eras dos Filhos de Ilúvatar". A primeira dessas eras começou com o Despertar dos Elfos, durante os Anos das Árvores, e se estendeu pelos primeiros seis séculos dos Anos do Sol. Todas as eras seguintes ocorreram durante os Anos do Sol. A maioria das histórias da Terra-média se passa nas três primeiras Eras dos Filhos de Ilúvatar.
Os principais temas da história incluem a criação divina do mundo, seguida pela fragmentação da luz criada devido ao conflito entre diferentes vontades. Estudiosos apontaram ecos bíblicos de Deus, Satanás e a queda do homem, reflexos da fé cristã de Tolkien. Arda é, como críticos observaram, "nossa própria Terra verde e sólida em uma era remota do passado". Assim, ela possui não apenas uma narrativa imediata, mas também uma história, funcionando como uma "pré-história imaginada" da Terra tal como a conhecemos hoje.

## Música dos Ainur
A divindade suprema do universo de Tolkien é Eru Ilúvatar. Ilúvatar criou espíritos chamados Ainur a partir de seus pensamentos, alguns dos quais considerados irmãos ou irmãs. Com eles, Ilúvatar produziu uma música divina [en]. Melkor, então o mais poderoso dos Ainur, rompeu a harmonia da música, até que Ilúvatar introduziu um segundo tema e, posteriormente, um terceiro, que os Ainur não compreendiam, pois não eram sua fonte. A essência dessa música simbolizava a história de todo o universo e dos Filhos de Ilúvatar que nele habitariam – Homens e Elfos.
Em seguida, Ilúvatar criou Eä, que significa "ser", o próprio universo, e dentro dele formou Arda, a Terra, "esférica em meio ao vazio": o mundo, junto com seus três ares, é separado de Avakúma, o "vazio" exterior. Os primeiros 15 Ainur que desceram a Arda, os mais poderosos, foram chamados Valar; os Ainur menores receberam o nome de Maiar.

## Anos de Arda

### Anos Valianos

#### Anos das Lâmpadas

A Primavera de Arda, iluminada pelas duas grandes lâmpadas. Baseado no Atlas da Terra-média de en.

Quando os Valar chegaram a Arda, ela era desprovida de vida e não possuía características geográficas definidas. A forma inicial de Arda, escolhida pelos Valar, era mais simétrica, com o continente central da Terra-média. Naquela época, a Terra-média era significativamente maior e iluminada por uma luz enevoada que envolvia o solo árido. Os Valar concentraram essa luz em duas grandes lâmpadas, chamadas Illuin e Ormal. O Vala Aulë forjou duas montanhas colossais em forma de pilares: Helcar, no norte, e Ringil, no sul. Illuin foi posicionada sobre Helcar, e Ormal, sobre Ringil. No ponto central, onde a luz das lâmpadas se misturava, os Valar estabeleceram sua morada na ilha de Almaren, situada no Grande Lago.
Esse período, conhecido como Primavera de Arda, foi uma era em que os Valar organizaram o mundo conforme desejavam, repousando em Almaren, enquanto Melkor espreitava além das Muralhas da Noite. Durante esse tempo, surgiram os primeiros animais, e florestas começaram a crescer. A Primavera de Arda foi interrompida quando Melkor retornou a Arda e construiu sua fortaleza, Utumno (Udûn), sob as Montanhas de Ferro, no extremo norte. O período terminou com o ataque de Melkor, que destruiu as Lâmpadas dos Valar. Arda ficou novamente imersa na escuridão, e a queda das grandes lâmpadas comprometeu a simetria da superfície do mundo. Novos continentes surgiram: Aman, a oeste; a Terra-média propriamente dita, ao centro; e as terras desabitadas (mais tarde chamadas de Terra do Sol), a leste. No local da lâmpada do norte, formou-se o mar interior de Helcar, do qual Cuiviénen era uma baía. No local da lâmpada do sul, surgiu o  Mar de Ringil. Após a destruição das Duas Lâmpadas, os Anos das Lâmpadas terminaram, dando início aos Anos das Árvores. Um Ano Valiano era consideravelmente mais longo que um ano solar.

#### Anos das Árvores

Arda nos Anos das Árvores. As Duas Árvores de Valinor iluminavam o Reino Abençoado; o restante de Arda permanecia na escuridão. Os contornos dos continentes são esquemáticos.

Após a destruição das Duas Lâmpadas e do reino de Almaren, os Valar abandonaram a Terra-média, mudando-se para o continente de Aman. Lá, construíram seu Segundo Reino, Valinor. Yavanna criou as Duas Árvores [en], chamadas Telperion (a árvore de prata) e Laurelin (a árvore de ouro), em Valinor. As Árvores iluminavam Valinor, deixando a Terra-média na escuridão. Os Anos das Árvores coincidiram com o Sono de Yavanna na Terra-média, lembrado por  Barbárvore como a Grande Escuridão.
Os Anos das Árvores foram divididos em duas épocas. Os primeiros dez períodos, chamados Dias de Bênção, foram marcados por paz e prosperidade em Valinor. As Águias, os Ents e os Anões foram concebidos por Manwë [en], Yavanna e Aulë [en], respectivamente, mas permaneceram adormecidos até o despertar dos Elfos. Os dez períodos seguintes, conhecidos como Plenitude do Reino Abençoado, testemunharam Varda acendendo as estrelas acima da Terra-média, a primeira iluminação do continente desde a Primavera de Arda. Nesse tempo, os primeiros Elfos despertaram em Cuiviénen, no centro da Terra-média, marcando o início da Primeira Era dos Filhos de Ilúvatar. Logo após, foram abordados pelo Inimigo Melkor, que planejava escravizá-los. Ao saber disso, os Valar e os Maiar vieram à Terra-média e, na Guerra dos Poderes (também chamada Batalha dos Poderes), derrotaram Melkor e o levaram cativo para Valinor, iniciando o período da Paz de Arda.
Após a Guerra dos Poderes, Oromë, dos Valar, convocou os Elfos para Aman. Muitos deles seguiram Oromë na Grande Jornada [en] rumo ao oeste. Durante o trajeto, diversos grupos de Elfos hesitaram, como os Nandor [en] e os Sindar. As três famílias que chegaram a Aman – os Vanyar [en], os Noldor e os Teleri – estabeleceram-se em Eldamar. Após Melkor parecer arrependido e ser libertado após três eras de servitude, ele instigou rivalidades entre os filhos do rei Noldorin  Finwë, Fëanor e Fingolfin. Com a ajuda da aranha gigante  Ungoliant, Melkor assassinou Finwë, roubou as  Silmarils – três gemas forjadas por Fëanor que continham a luz das Duas Árvores – e destruiu as Árvores dos Valar. O mundo mergulhou novamente na escuridão, exceto pela fraca luz das estrelas.
Indignado com a inação dos Valar, Fëanor e sua casa partiram em perseguição a Melkor, amaldiçoando-o com o nome "Morgoth". Enquanto seu irmão Finarfin optou por permanecer em Valinor, um grupo maior liderado por Fingolfin seguiu Fëanor. Ao chegarem a Alqualondë, a cidade portuária dos Teleri, estes negaram aos Noldor o uso de seus navios para a viagem à Terra-média. Isso levou ao primeiro Fratricídio, e os Noldor envolvidos foram exilados indefinidamente. Fëanor e seus filhos fizeram um juramento para recuperar as Silmarils, que os Valar transformaram em uma maldição sobre a casa de Fëanor. O grupo de Fëanor partiu nos navios, abandonando o grupo de Fingolfin, que cruzou para a Terra-média pelo Helcaraxë (Gelo Cortante) no extremo norte, sofrendo muitas perdas. A Guerra das Grandes Joias se seguiu, perdurando até o fim da Primeira Era. Enquanto isso, os Valar usaram o último fruto vivo de Laurelin e a última flor viva de Telperion para criar a Lua e o Sol, que passaram a fazer parte de Arda, mas separados de Ambar (o mundo). O primeiro nascer do sol sobre Ambar marcou o fim dos Anos das Árvores e o início dos Anos do Sol, que continuam até os dias atuais.

### Anos do Sol
Os Anos do Sol representam o último dos três grandes períodos de tempo de Arda. Eles tiveram início com o primeiro nascer do sol, que coincidiu com o retorno dos Noldor à Terra-média, e se estendem até os dias atuais. Os Anos do Sol começaram no final da Primeira Era dos Filhos de Ilúvatar e prosseguiram ao longo da  Segunda Era,  Terceira Era e parte da  Quarta Era nas histórias de Tolkien. O autor estimou que os tempos modernos corresponderiam à sexta ou sétima era.
| Era                        | Duração anos  | Eventos |
| Anos Valianos              | Anos Valianos | Anos Valianos |
| -------------------------- | ------------- | --- |
| Dias antes dos dias        | 3.500         | Primeira Guerra: Devastação de Arda Melkor foge de Tulkas [en] Fim da Primavera de Arda: Melkor destrói as Duas Lâmpadas Simetria de Arda quebrada Aman e Terra-média formados Os Valar migram para Valinor |
| Anos das Árvores           | 1.500         | Yavanna cria as Duas Árvores de Valinor Varda acende as estrelas, os Elfos despertam, a Primeira Era começa Melkor é derrotado e aprisionado Ungoliant destrói as Duas Árvores Melkor rouba as Silmarils    |
| Anos do Sol                |               | |
| Primeira Era (continuação) | 590           | Despertar dos Homens Guerra das Joias Guerra da Ira: Derrota de Morgoth em Beleriand Thangorodrim destruída A maior parte de Beleriand submersa                                                             |
| Segunda Era                | 3.441         | Akallabêth: Primeira queda de Sauron Mundo tornado esférico Númenor submersa Valinor removida de Arda; apenas Elfos podem seguir a Estrada Reta                                                             |
| Terceira Era               | 3.021         | Guerra do Anel: Derrota final de Sauron Destruição do Um Anel Elfos partem da Terra-média |
| Quarta Era e posteriores   | ~6.000        | (até os dias atuais) |

## Eras dos Filhos de Ilúvatar
A Primeira Era dos Filhos de Ilúvatar (Eruhíni) começou durante os  Anos das Árvores, quando os Elfos despertaram em Cuiviénen, na região centro-leste da Terra-média. Esse evento marcou o início do período em que os Filhos de Ilúvatar se tornaram ativos na Terra-média.

### Primeira Era

Arda na Primeira Era. Os contornos dos continentes são meramente esquemáticos.

A Primeira Era dos Filhos de Ilúvatar, também chamada de Dias Antigos em O Senhor dos Anéis, teve início durante os Anos das Árvores, com o despertar dos Elfos em Cuiviénen. Assim, os eventos descritos na seção Anos das Árvores se sobrepõem ao começo da Primeira Era.
Após cruzarem para a Terra-média, Fëanor foi morto em um ataque dos Balrogs de Morgoth, mas  seus filhos sobreviveram e fundaram reinos, assim como os seguidores de seu meio-irmão Fingolfin, que chegaram a Beleriand após a morte de Fëanor. Na Dagor Aglareb ("Batalha Gloriosa"), os exércitos dos Noldor, liderados por Fingolfin e Maedhros, atacaram a partir do leste e do oeste, destruindo os Orcs invasores e iniciando o Cerco de Angband, a fortaleza de Morgoth. Durante séculos, os Noldor mantiveram o Cerco de Angband, resultando na Longa Paz. Nesse período, os Homens chegaram a Beleriand, cruzando as Montanhas Azuis. A paz terminou quando Morgoth rompeu o cerco na Dagor Bragollach ("Batalha da Chama Súbita"), na qual Fingolfin pereceu. Elfos, Homens e Anões sofreram uma derrota devastadora na Nírnaeth Arnoediad ("Batalha das Lágrimas Incontáveis"), e, um a um, os reinos caíram, incluindo os reinos ocultos de Doriath e Gondolin.
No final da era, os únicos redutos de Elfos e Homens livres em Beleriand eram um assentamento na foz do Rio Sirion e outro na Ilha de Balar.  Eärendil possuía a Silmaril que seus sogros, Beren e Lúthien [en], haviam tomado de Morgoth. Contudo, os filhos de Fëanor ainda reivindicavam todas as Silmarils, o que levou a dois novos Fratricídios. Eärendil e sua esposa Elwing cruzaram o Grande Mar para implorar ajuda dos Valar contra Morgoth. Os Valar responderam enviando um grande exército. Na Guerra da Ira, Morgoth foi completamente derrotado, expulso para o Vazio, e a maior parte de suas obras foi destruída, marcando o fim da Primeira Era. Esse triunfo, porém, teve um custo terrível: grande parte de Beleriand foi submersa.

### Segunda Era
A Segunda Era é marcada pela fundação e prosperidade de Númenor, a ascensão de Sauron na Terra-média, a criação dos  Anéis de Poder e dos Espectros do Anel, e as primeiras guerras dos Anéis entre Sauron e os Elfos. Ela terminou com a derrota de Sauron pela Última Aliança de Elfos e Homens.
No início da Segunda Era, os Homens que permaneceram fiéis receberam a ilha de Númenor, situada no meio do Grande Mar, onde estabeleceram um poderoso reino. A Árvore Branca de Númenor foi plantada na cidade real de Armenelos, e dizia-se que, enquanto ela permanecesse no pátio do rei, o reinado de Númenor perduraria. Os Elfos receberam perdão pelos pecados de Fëanor e foram autorizados a retornar às Terras Imortais. Os Númenorianos tornaram-se grandes navegadores, sábios e com uma longevidade superior à dos outros homens. Inicialmente, respeitavam a Proibição dos Valar, nunca navegando para as Terras Imortais. Viajavam ao leste, para a Terra-média, onde ensinavam habilidades valiosas aos homens locais. Com o tempo, começaram a invejar a imortalidade dos Elfos. Sauron, principal servo de Morgoth, permanecia ativo. Disfarçado como Annatar, ensinou aos Elfos de Eregion a arte de criar os Anéis de Poder. Sete anéis foram feitos para os Anões, e nove para os Homens, que mais tarde se tornaram os Espectros do Anel. Sauron construiu a fortaleza de Barad-dûr e forjou secretamente o Um Anel nas chamas do Monte da Perdição para controlar os outros anéis e seus portadores.  Celebrimbor, neto de Fëanor, criou três anéis poderosos por conta própria: Vilya, inicialmente possuído pelo rei élfico Gil-galad e depois por Elrond; Nenya, usado por Galadriel; e Narya, dado por Celebrimbor a Círdan, que o entregou a Gandalf.
Assim que Sauron colocou o Um Anel, os Elfos perceberam a traição e removeram os Três Anéis. Sauron acabou obtendo os Sete e os Nove. Embora não conseguisse dominar os portadores dos anéis dos Anões, teve mais sucesso com os Homens que carregavam os Nove, que se tornaram os Nazgûl, os Espectros do Anel. Sauron declarou guerra aos Elfos, quase os destruindo completamente durante os Anos Escuros. Quando a derrota parecia iminente, os Númenorianos intervieram, esmagando as forças de Sauron. Ele nunca esqueceu a devastação causada pelos Númenorianos e fez da destruição deles seu objetivo principal.
No final da era, os Númenorianos tornaram-se arrogantes, buscando dominar outros homens e estabelecer reinos próprios. Séculos após o confronto de Tar-Minastir, quando Sauron já havia se recuperado, Ar-Pharazôn, o último e mais poderoso rei de Númenor, humilhou Sauron – cujos exércitos desertaram diante do poder de Númenor – e o levou como refém para Númenor, embora isso fizesse parte do plano de Sauron. Ainda belo em aparência, Sauron ganhou a confiança de Ar-Pharazôn, tornando-se sumo sacerdote do culto a Melkor. Nesse período, os Fiéis, que ainda adoravam o único deus, Eru Ilúvatar, foram perseguidos abertamente pelos chamados Homens do Rei e sacrificados em nome de Melkor. Por fim, Sauron convenceu Ar-Pharazôn a invadir Aman, prometendo-lhe a imortalidade. Amandil, líder dos Fiéis, navegou para o oeste para alertar os Valar. Seu filho  Elendil e seus netos  Isildur e Anárion prepararam-se para fugir para o leste, levando uma muda da Árvore Branca de Númenor antes que Sauron a destruísse, além dos  palantíri, presentes dos Elfos. Quando as forças do rei pisaram em Aman, os Valar renunciaram à sua guarda do mundo e invocaram Ilúvatar para intervir.

A Queda de Númenor e a Mudança do Mundo. O paraíso terrestre de Valinor é removido de Arda; apenas os Elfos podem alcançá-lo navegando pela Velha Estrada Reta.

O mundo foi transformado em uma esfera, e o continente de Aman foi removido, embora a  Velha Estrada Reta, uma rota marítima da Terra-média para Aman, acessível aos Elfos, mas não aos mortais, tenha persistido. Númenor foi completamente destruída, assim como o corpo físico de Sauron; no entanto, seu espírito retornou a Mordor, onde ele recuperou o Um Anel e reuniu forças novamente. Elendil, seus filhos e os demais Fiéis navegaram para a Terra-média, onde fundaram os reinos no exílio de Gondor e Arnor.
Sauron ressurgiu e os desafiou. Os Elfos uniram-se aos Homens para formar a Última Aliança de Elfos e Homens. Durante sete anos, a Aliança cercou Barad-dûr, até que Sauron entrou em campo. Ele matou Elendil, Rei Supremo de Gondor e Arnor, e  Gil-galad, o último Rei Supremo dos Noldor na Terra-média. Contudo, Isildur apanhou o cabo de Narsil [en], a espada quebrada de seu pai, e cortou o Um Anel da mão de Sauron. Sauron foi derrotado, mas não destruído por completo. Depois, Isildur ignorou o conselho de Elrond e, em vez de destruir o Um Anel nas chamas do Monte da Perdição, guardou-o como reparação pela morte de seu pai. O Anel o traiu, escapando de seu dedo enquanto ele fugia de uma emboscada de Orcs nos Campos de Lis. Isildur foi morto por uma flecha de orc, e o Anel foi perdido no Rio Anduin.

### Terceira Era
A Terceira Era durou 3.021 anos, começando com a primeira derrota de Sauron pela Última Aliança de Elfos e Homens, após a queda de Númenor, e terminando com a Guerra do Anel e a derrota final de Sauron, eventos narrados em O Senhor dos Anéis. Praticamente toda a história da Terceira Era ocorre na Terra-média. A Terceira Era testemunhou a ascensão e o declínio dos reinos de Arnor e Gondor. Arnor foi dividido em três reinos menores, que caíram um a um nas guerras contra o reino vassalo de Sauron, Angmar, enquanto Gondor sofreu com conflitos internos, pragas,  Cavalos de Carroça e  Corsários de Umbar. Nesse período, a linhagem dos Reis de Gondor terminou, sendo substituída pela Casa dos Regentes. Enquanto isso, os herdeiros de Isildur, do extinto reino de Arnor, vagavam pela Terra-média, auxiliados apenas por Elrond em Valfenda; ainda assim, a linhagem dos herdeiros legítimos permaneceu ininterrupta ao longo da era.
Essa era foi marcada pelo declínio dos Elfos. No início da Terceira Era, muitos Elfos partiram para Valinor, perturbados pela recente guerra. Contudo, reinos élficos ainda sobreviviam em Lindon, Lothlórien e Floresta das Trevas. Valfenda também se tornou um refúgio proeminente para os Elfos e outras raças. Durante a era, os Elfos evitaram se envolver nos assuntos de outras terras, participando apenas em tempos de guerra. Eles se dedicaram a prazeres artísticos e à preservação das terras que ocupavam. O declínio gradual da população élfica ocorreu ao longo da era, à medida que a ascensão de Sauron passou a dominar a Terra-média. Ao final da Terceira Era, apenas fragmentos da outrora grandiosa civilização élfica permaneciam na Terra-média.
Os Magos chegaram a cerca de mil anos após o início dessa era para ajudar os Povos Livres, especialmente Gandalf e Saruman. O Um Anel foi encontrado por Sméagol, mas, sob o poder do Anel e ignorante de sua verdadeira natureza, ele se retirou para uma vida secreta sob as Montanhas Sombrias. A devastadora Grande Peste da Terra-média teve origem em sua vasta região leste, Rhûn, onde causou grande sofrimento. No inverno de 1635, a Praga espalhou-se de Rhûn para Terra-selvagem, a leste das terras ocidentais da Terra-média, matando mais da metade da população local. No ano seguinte, a Grande Praga atingiu Gondor e, depois, Eriador. Em Gondor, causou muitas mortes, incluindo o rei Telemnar, seus filhos e a Árvore Branca; a população da capital, Osgiliath, foi dizimada, e o governo do reino foi transferido para Minas Tirith. Em Eriador, o nascente reino dos Hobbits, o Condado, sofreu "grande perda" no que chamaram de Praga Negra.
A chamada Paz Vigilante começou em 2063 (Terceira Era), quando Gandalf foi a Dol Guldur, e o mal que ali habitava (mais tarde identificado como Sauron) fugiu para o extremo leste. Ela durou até 2460 (Terceira Era), quando Sauron retornou com forças renovadas. Durante esse período, Gondor reforçou suas fronteiras, mantendo vigilância no leste, pois Minas Morgul ainda representava uma ameaça em seu flanco, e Mordor permanecia ocupada por Orcs. Houve pequenos conflitos com Umbar. No norte, Arnor havia desaparecido, mas os Hobbits do Condado prosperaram, elegendo seu primeiro Thain Took e colonizando Buqueburgo. Expulsos de Erebor pelo dragão Smaug, os Anões da linhagem de Durin, liderados por Thorin I, estabeleceram-se nas Montanhas Cinzentas, onde grande parte de seu povo se reuniu. Enquanto isso, Sauron formou uma forte aliança com as tribos dos Orientais, garantindo que, ao retornar, tivesse muitos Homens a seu serviço.
Os principais eventos de O Hobbit ocorrem em 2941 (Terceira Era). Na época de O Senhor dos Anéis, Sauron havia se recuperado e buscava o Um Anel. Os eventos da subsequente Guerra do Anel, que levaram ao fim da Terceira Era, são o tema central de O Senhor dos Anéis e resumidos em Dos Anéis de Poder e da Terceira Era. Após a derrota de Sauron, Aragorn assumiu o trono como Rei do Reino Reunificado de Arnor e Gondor, restaurando a linhagem dos Reis a partir dos Regentes de Gondor. Aragorn casou-se com Arwen, filha de Elrond, unindo, pela última vez, sangue élfico à linhagem real. Ao final da era, Gandalf, Frodo Bolseiro e muitos dos Elfos remanescentes da Terra-média partiram dos Portos Cinzentos para Aman.

### Quarta Era
Com o fim da Terceira Era, iniciou-se o Domínio dos Homens. Os Elfos deixaram de se envolver nos assuntos humanos, e a maioria partiu para Valinor; aqueles que permaneceram "desvaneceram" e diminuíram. Um destino semelhante acometeu os Anões: embora Erebor se tornasse aliado do Reino Reunificado, há indícios de que Khazad-dûm foi refundada, junto com uma colônia estabelecida por Gimli nas Montanhas Brancas. Juntos, eles desapareceram da história humana.
Eldarion, filho de Aragorn II Elessar e Arwen Estrela Vespertina, tornou-se Rei do Reino Reunificado em 120 (Quarta Era). Aragorn entregou-lhe os símbolos de seu reinado e, em seguida, rendeu sua vida voluntariamente, como seus antepassados haviam feito milhares de anos antes. Arwen deixou-o para governar sozinho, partindo para a agora deserta terra de Lórien, onde faleceu. Após a morte de Aragorn, Legolas partiu da Terra-média para Valinor, levando Gimli consigo, encerrando a Sociedade do Anel na Terra Média.
Tolkien considerou escrever uma continuação de O Senhor dos Anéis, intitulada A Nova Sombra, que se passaria durante o reinado de Eldarion e abordaria seu povo se voltando para práticas malignas – uma repetição da história de Númenor. Em uma carta de 1972 sobre esse esboço, Tolkien mencionou que o reinado de Eldarion duraria cerca de 100 anos após a morte de Aragorn. Seu reino seria "grandioso e duradouro", mas a longevidade da casa real não seria restaurada, continuando a diminuir até se equiparar à dos Homens comuns.

### Eras Posteriores
As Eras Posteriores continuam até os tempos modernos, com a Arda remodelada sendo equiparada à Terra. Com a perda de todos os seus povos, exceto os Homens, e a reformulação dos continentes, tudo o que resta da Terra-média é uma vaga lembrança em folclore, lendas e palavras antigas. Tolkien estimou que a Quarta Era começou há aproximadamente 6.000 anos e que estaríamos agora na sexta ou sétima era.

### Dagor Dagorath

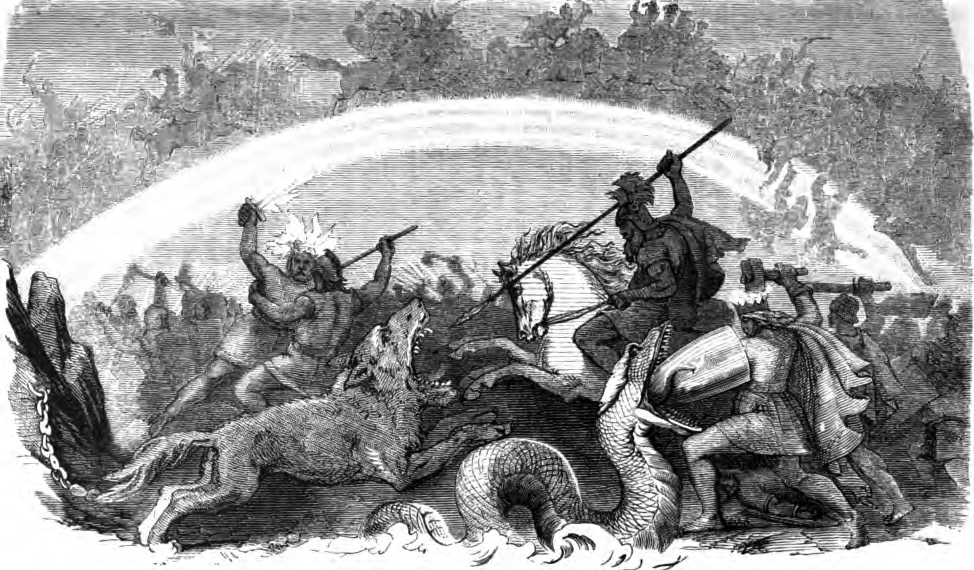
Tolkien comparou a Última Batalha, Dagor Dagorath, que encerra "o mundo" (Arda), ao Ragnarök nórdico. Gravura Battle of the Doomed Gods por en, 1882.

Em uma carta, Tolkien escreveu que "Este legendário [O Silmarillion] termina com uma visão do fim do mundo [após todas as eras terem transcorrido], sua destruição e reconstrução, e a recuperação das Silmarils e da 'luz antes do Sol' – após uma batalha final [Dagor Dagorath], que deve, suponho, mais à visão nórdica do Ragnarök do que a qualquer outra coisa, embora não seja muito semelhante a ela." O conceito de Dagor Dagorath aparece em muitos dos manuscritos de Tolkien publicados por seu filho Christopher Tolkien na série A História da Terra Média [en], mas não no Silmarillion publicado, onde o destino final de Arda permanece em aberto nas linhas finais do Quenta Silmarillion.

## Análise

### Criação e subcriação
Estudiosos, observando que Tolkien era um católico devoto, afirmaram que o mito de criação da Ainulindalë ecoava o relato cristão da criação [en]. Brian Rosebury [en] descreve sua prosa como "adequadamente 'bíblica'". Verlyn Flieger [en] cita o poema de Tolkien Mythopoeia [en] ("Criação de Mitos"), onde ele fala do "homem, subcriador, a luz refratada / por quem é fragmentada de um único Branco / em muitas cores, e infinitamente combinada / em formas vivas". Em Luz Fragmentada, ela analisa detalhadamente a fragmentação sucessiva da luz criada originalmente, por meio das Duas Lâmpadas, das Duas Árvores e das Silmarils, à medida que as vontades de diferentes seres entram em conflito. Flieger afirma que, para Tolkien, essa luz criativa era equiparável ao Logos cristão, a Palavra Divina. Jane Chance [en] destaca o tema bíblico do conflito entre o criador Eru Ilúvatar e o Vala caído Melkor/Morgoth, que espelha o confronto entre Deus e Satanás. Da mesma forma, ela observa que as lutas de Elfos e Homens corrompidos por Morgoth e seu sucessor espiritual, Sauron, refletem as tentações de Adão e Eva por Satanás no Jardim do Éden e a queda do homem.
Flieger observa que a fragmentação da luz criada é um processo de  declínio e queda de um estado outrora perfeito. Ela identifica uma teoria de declínio que influenciou Tolkien, a saber, a teoria da linguagem de Owen Barfield em seu livro de 1928, Poetic Diction. A ideia central era que havia um conjunto unificado de significados em uma língua antiga, e que as línguas modernas derivam dela por fragmentação de sentido. Tolkien interpretou isso como uma separação dos povos, particularmente na complexa e repetida Cisão dos Elfos.

### Uma mitologia sombria
Estudiosos, incluindo Flieger, notaram que, se Tolkien pretendia criar  uma mitologia para a Inglaterra, na história de Arda narrada em O Silmarillion, ele a tornou bastante sombria. John Garth [en] identificou suas experiências na Primeira Guerra Mundial como formativas; Tolkien começou a escrever sobre a Terra-média nessa época. Flieger sugere que a Terra-média surgiu não apenas da experiência de guerra de Tolkien, mas também da perda de seus amigos de escola, Geoffrey Bache Smith e Rob Gilson. Janet Brennan Croft [en] observa que a primeira obra em prosa de Tolkien após retornar da guerra foi A Queda de Gondolin [en], repleta de cenas de batalha prolongadas e aterrorizantes; ela destaca que os combates nas ruas são descritos ao longo de 16 páginas.
O estudioso de Tolkien, Norbert Schürer, analisa o livro de 2022 A Queda de Númenor [en] e a série de televisão da Amazon Os Anéis de Poder, ambos sobre a Segunda Era, e questiona o que esse período representa para o legendário como um todo. Em sua visão, o período é problemático, possuindo apenas uma narrativa completa, o conto ao estilo de Atlântida, Akallabêth. Ele propõe que Tolkien quis conectar a Primeira Era (a maior parte do conteúdo do O Silmarillion de 1977) com a Terceira Era (de O Senhor dos Anéis) por meio de um período central. Para Schürer, isso não funcionou para Tolkien, pois a Segunda Era girava em torno do "fracasso, declínio e corrupção" no cerne da vida humana, algo inaceitável para Tolkien como cristão.

### Mitologia grega
Entre  as muitas influências que estudiosos sugeriram como possivelmente importantes na história de Arda está a mitologia grega. O desaparecimento da ilha de Númenor evoca Atlântida. Os Valar compartilham muitos atributos com os deuses olímpicos. Assim como os olímpicos, os Valar vivem no mundo, mas em uma alta montanha, separados dos mortais; Ulmo, Senhor das Águas, deve muito a Poseidon, enquanto Manwë, Senhor do Ar e Rei dos Valar, remete a Zeus. Tolkien comparou Beren e Lúthien a Orfeu e Eurídice, mas com os papéis de gênero invertidos. Ele também mencionou Édipo em relação a Túrin em Os Filhos de Húrin. Flieger comparou Fëanor a Prometeu: ambos estão associados ao fogo e são punidos por se rebelarem contra os decretos dos deuses.

### "Pré-história imaginada"

Tolkien imaginou Arda como a Terra em um passado distante. Com a perda de todos os seus povos, exceto os Homens, e a reformulação dos continentes, tudo o que resta da Terra-média é uma vaga lembrança em folclore, lendas e palavras antigas.

Arda é descrita pelo estudioso de Tolkien Paul H. Kocher [en] como "nossa própria Terra verde e sólida em alguma época remota do passado". Kocher cita a declaração de Tolkien no Prólogo, equiparando a Terra-média à Terra real, separada por um longo período de tempo:
| “ | Aqueles dias, a Terceira Era da Terra-média, estão agora muito distantes, e a forma de todas as terras mudou; mas as regiões onde os Hobbits então viviam eram, sem dúvida, as mesmas onde ainda permanecem: o Noroeste do Velho Mundo, a leste do Mar. De seu lar original, os Hobbits na época de Bilbo não guardavam conhecimento. | ” |

Em uma carta escrita em 1958, Tolkien afirma que, embora o tempo seja inventado, o lugar, o planeta Terra, não é (itálico no original):
| “ | Eu construí, suponho, um tempo imaginário, mas mantive meus pés em minha própria terra-mãe para o lugar. Prefiro isso ao modo contemporâneo de buscar globos remotos no "espaço" [...] Muitos revisores parecem presumir que a Terra-média é outro planeta! | ” |

Na mesma carta, ele situa o início da Quarta Era cerca de 6.000 anos no passado:
| “ | Imagino que o intervalo [desde a Guerra do Anel e o fim da Terceira Era] seja de cerca de 6.000 anos; ou seja, estamos agora no fim da Quinta Era, se as Eras tivessem aproximadamente a mesma duração da Segunda e da Terceira Era. Mas elas, creio, aceleraram; e imagino que estamos, na verdade, no fim da Sexta Era, ou na Sétima. | ” |

O estudioso de Tolkien Richard C. West [en] escreve que uma das "passagens finais" da cronologia interna de O Senhor dos Anéis,  O Conto de Aragorn e Arwen, não termina apenas com a morte de Arwen, mas com a afirmação de que seu túmulo permanecerá na colina de Cerin Amroth, em onde foi Lothlórien, "até que o mundo seja mudado, e todos os dias de sua vida sejam completamente esquecidos pelos homens que vierem depois... e com a partida de [Arwen] Estrela Vespertina, nada mais se diz neste livro sobre os dias antigos". West observa que isso destaca um aspecto "altamente incomum" do legendário de Tolkien entre as fantasias modernas: ele é ambientado "no mundo real, mas em uma pré-história imaginada". Como resultado, explica West, Tolkien pode construir o que quiser nesse passado distante – elfos, magos, hobbits e tudo mais – desde que destrua tudo novamente, para que o mundo moderno emerja dos escombros, deixando apenas "uma ou duas palavras, algumas lendas vagas e tradições confusas..." como vestígios.
West elogia e cita Kocher sobre a pré-história imaginada de Tolkien e o implícito  processo de desvanecimento que conduz da fantasia ao mundo moderno:
| “ | No final de sua épica, Tolkien insere... alguns presságios do futuro da [Terra-média] que a tornarão o que é hoje... ele mostra os passos iniciais de um longo processo de recuo ou desaparecimento pelo qual todas as outras espécies inteligentes, que deixarão o homem efetivamente sozinho na Terra... Ents ainda podem estar em nossas florestas, mas que florestas nos restam? O processo de extermínio já está bem encaminhado na Terceira Era, e... Tolkien deplora amargamente seu clímax hoje. | ” |

Os estudiosos Stuart D. Lee [en] e a medievalista Elizabeth Solopova [en] fazem "uma tentativa de resumo", que segue assim. O Silmarillion descreve eventos "apresentados como factuais", mas que ocorrem antes da história registrada da Terra. O que aconteceu é transmitido através das gerações como mitos e lendas populares, especialmente entre os ingleses (antigos). Antes da Queda de Númenor, o mundo era plano. Na Queda, tornou-se redondo; eventos geológicos posteriores remodelaram os continentes na forma atual da Terra. Mesmo assim, as velhas histórias sobrevivem aqui e ali, resultando em menções a Anões e Elfos na literatura medieval real. Assim, a mitologia imaginada de Tolkien "é uma tentativa de reconstruir nossa pré-história". Lee e Solopova comentam que "Somente ao entender isso podemos compreender plenamente a verdadeira escala de seu projeto e a enormidade de sua realização".
O poeta W. H. Auden escreveu em The New York Times que "nenhum escritor anterior, até onde sei, criou um mundo imaginário e uma história fictícia com tantos detalhes. Ao terminar a trilogia, incluindo os apêndices deste último volume, o leitor sabe tanto sobre a Terra-média de Tolkien – sua paisagem, sua fauna e flora, seus povos, suas línguas, sua história, seus hábitos culturais – quanto, fora de seu campo especializado, sabe sobre o mundo real". A estudiosa Margaret Hiley comenta que a "história fictícia" de Auden ecoa a própria declaração de Tolkien no prefácio da segunda edição de O Senhor dos Anéis, de que ele preferia muito mais a história, verdadeira ou fictícia, à alegoria; e que a história da Terra-média é contada em O Silmarillion.

### Obras de J. R. R. Tolkien
1. 1 2 3 4 5 6 7 8 9 10  (Carpenter 2023, #211 to Rhona Beare, 14 October 1958, last footnote)
2. 1 2  (Tolkien 1977, "Ainulindalë")
3. 1 2 3 4  (Tolkien 1977, Cap. 1 "Of the Beginning of Days")
4. 1 2  (Tolkien 1993, "Myths Transformed", 9 "Aman")
5. ↑  (Tolkien 1977, Cap. 3 "Of the Coming of the Elves and the Captivity of Melkor")
6. ↑  (Tolkien 1977, Cap. 5 "Of Eldamar and the Princes of the Eldalië")
7. ↑  (Tolkien 1977, Cap. 7 "Of the Silmarils and the Unrest of the Noldor")
8. ↑  (Tolkien 1977, Cap. 8 "Of the Darkening of Valinor")
9. ↑  (Tolkien 1977, Cap. 6 "Of Fëanor and the Unchaining of Melkor")
10. ↑  (Tolkien 1977, Cap. 11 "Of the Sun and Moon and the Hiding of Valinor")
11. ↑  (Tolkien 1977, Cap. 13 "Of the Return of the Noldor")
12. ↑  (Tolkien 1993, "The Annals of Aman", section 1, p. 59)
13. ↑  (Tolkien 1993, "The Annals of Aman", §§ 5-10 "Of the Beginning of Time and its Reckoning")
14. 1 2  (Tolkien 1977, Cap. 3 "Of the Coming of the Elves and the Captivity of Melkor")
15. ↑  (Tolkien 1977, Cap. 17 "Of the Coming of Men into the West")
16. ↑  (Tolkien 1977, Cap. 18 "Of the Ruin of Beleriand and the Fall of Fingolfin")
17. ↑  (Tolkien 1977, Cap. 20 "Of the Fifth Battle: Nirnaeth Arnoediad")
18. 1 2  (Tolkien 1977, Cap. 22 "Of the Ruin of Doriath")
19. ↑  (Tolkien 1977, Cap. 23 "Of Tuor and the Fall of Gondolin")
20. 1 2  (Tolkien 1977, Cap. 24 "Of the Voyage of Eärendil and the War of Wrath")
21. 1 2 3 4 5 6 7 8 9  (Tolkien 1955, Apêndice B: The Tale of Years. "The Second Age")
22. ↑  (Tolkien 1955, Apêndice D: "Calendars")
23. ↑  (Tolkien 1980, Parte 2: "The Second Age")
24. ↑  (Tolkien 1977, "Akallabêth")
25. 1 2 3 4 5 6 7 8 9  (Tolkien 1955, Apêndice B: The Tale of Years, "The Third Age")
26. ↑  (Tolkien 1955, Apêndice A Parte I(iv), p. 328)
27. ↑  (Tolkien 1980, Parte 3 Cap. 2(i) pp. 288–289)
28. ↑  (Tolkien 1996, "The Making of Apêndice A", '(IV) Durin's Folk', p. 278)
29. ↑  (Tolkien 1955, Apêndice A: "The Tale of Aragorn and Arwen")
30. ↑  (Tolkien 1955, Apêndice B: "Later events concerning the members of the Fellowship of the Ring")
31. ↑  (Tolkien 1996, "The New Shadow")
32. 1 2  (Carpenter 2023, #338 to Fr. Douglas Carter, 6 June 1972)
33. ↑  (Tolkien 1996, "The Heirs of Elendil")
34. 1 2 3  (Carpenter 2023, #131 to Milton Waldman, late 1951)
35. ↑  (Tolkien 1986, Cap. 3: "Quenta Noldorinwa")
36. ↑  (Tolkien 2001, pp. 85–90)
37. 1 2  (Carpenter 2023, #154 to Naomi Mitchison, September 1954)
38. ↑  (Carpenter 2023, #227 to Mrs Drijver, January 1961)
39. ↑  (Tolkien 1954a, "Prologue" [Prólogo])